# Distrito de Irázola
El distrito de Irázola es uno de los cinco que conforman la provincia de Padre Abad, ubicada en el departamento de Ucayali en el Perú. 
El distrito fue nombrado en honor al religioso español Francisco Irázola (*Elorrio, 22 de septiembre de 1869 - Huánuco, 12 de julio de 1945), explorador de la Selva Central a principios del siglo XX y posteriormente vicario apostólico del Ucayali.  
Desde el punto de vista jerárquico de la Iglesia católica, forma parte de la Vicariato apostólico de Pucallpa.

## Historia
La cuenca del Ucayali ha sido habitada milenariamente por los denominados grupos Pano, entre los que se cuentan a los naturales shipibo, conibo, setevo, y cashibo o uni. En el siglo XVIII, en la Pampa del Sacramento, misioneros franciscanos contactan por primera vez a las comunidades denominadas carapachos; del que descienden los cashibo o uni, y que se asientan principalmente en la zona que hoy se conoce como San Alejandro. Actualmente estas comunidades nativas se han reconocido como las comunidades de Sinchi Roca y Puerto Nuevo. 
En 1968, la población de San Alejandro se reúne en Asamblea General, para conformar el Comité de Creación de Distrito de Irazola. A 26 años de creación política, el distrito de Irazola cuenta con 3 centros poblados: San Juan Bautista, Monte Alegre y Alexander Von Humboldt. Actualmente la zona de Villa San Alejandro y el distrito de Irazola en general ha ido evolucionando en un proceso de asentamiento urbano y rural acelerado. Pobladores de zonas vecinas y de la sierra, han ido asentándose incursionando en las actividades extractivas de madera y producción agropecuaria (Cacao, Palma Aceitera y Ganadería). El distrito posee un encanto natural donde el verdor y el colorido de sus paisajes campestres, sus comunidades nativas cacataibos y awajún se aúnan junto a la población mestiza para cultivar y preservar su costumbre pluricultural.

## Capital y centros poblados
Su capital, Villa San Alejandro se encuentra a 110 kilómetros desde la ciudad de Pucallpa por la carretera Federico Basadre,  con el majestuoso rio del mismo nombre, Irázola, situado en la zona sureste de la Provincia de Padre Abad, Departamento de Ucayali.
Lista de centros poblados al 2013:
Universidad Cashibo, Elenita, Pampa Libre, Tahuayo, Monterrico, Pueblo Libre, Selva Alegre, Tres Piedras, Fe y Esperanza, Alto Aguaytillo, Las Piedras, Misquiyacu, Varadero de Tarhuaca, Las Palmeras, Las Piedras, Kantash, Nuevo Jerusalén, Nuevo Juanjuí, Canaán de Piedras, Soledad de Tarahuca, Los Olivos, Leche Vinagre, Víctor Raúl, Antonio Raimondi, Cadena Tropical, Nuevo Progreso, San Martín de Chía, Miraflores, Pampa Hermosa, Nuevo San Alejandro, Los Ángeles, Nueva Irázola, Nuevo Ucayali, Nuevo Tiwinza, Sauce del Ato Uruya, Nueva Esperanza, Primavera, San José, Nuevo Satipo, Nueva Palestina, Villa del Campo, Unión Centro Raya, Libertad de Pasarraya, Alto Yanayacu, Corazón de Jesús, Ascensión de Aguaytillo, Pueblo Nuevo, Virgen de Fátima, Villa Mercedes, El Triunfo, Nuevo San Martín, El Milagro, Miguel Grau, Santa Rosa de Guinea, Shirigal Alto, Norbert del Alto Uruya, Nuevo San Juan, San Juan Bautista, San Pedro de Chío, Monte de los Olivos, Mar de Plata, Virgen del Carmen, La Unión, San Juan, San Alejandro, Alexander von Humboldt, Monte Alegre-Neshuya, Nuevo Horizonte, Nueva Bellavista, Nuevo Oriente, Villa El Salvador, Los Vencedores, Manco Cápac, Nuevo Huánuco, Valle Sagrado, Alto Robles, Buenos Aires, Nuevo Tahuantinsuyo, Vista Alegre de Chía, El Porvenir, Santa Cruz, Juan Velasco Alvarado, Shringal Bajo, Mundial, Sinchi Roca, Guineal, El Arenal, Lupuna, Nueva Unión Palometa, Seis de Marzo, Puerto Nuevo.

## Autoridades

### Municipales
- 2018 - 2022[2]
  - Alcalde: Jorge Luis Villarreal Duran, Acción popular (BPU).
  - Regidores:

  1. Pablo Ibarra Samudio -  acción popular
  2. Jesus Arratea - acción popular
  3. Luismila Macahuachi - acción popular
  4. Williams Perfecto Nicasio Sánchez - acción Popular
  5. David Castro - integrando Ucayali

### Policiales
- Comisario

Capitán PNP Luis Enrique Gutiérrez Farje (año 2020)

### Religiosas
- Vicariato apostólico de Pucallpa
  - Vicario: Mons. Gaetano Galbusera Fumagalli, SDB.
- Parroquia Santa Cruz[3]
  - Párroco: Pbro. Lucio Consalvi.

## Festival del cacao
Hasta la década de 1990, la zona alcanzó niveles de pobreza extrema, a causa del conflicto armado interno en el Perú, atacando varias comunidades nativas en el distrito y dejando a 1500 colonos dedicados al cultivo de la coca. Durante la alcaldía de Manuel Gambini y Yonel Mendoza se implementó un proceso de cambio de cultivos al cacao. De allí entonces, junto al gobierno Regional de Ucayali, se realiza el festival de cacao anualmente con actividades relacionadas con los procesos derivados del chocolate, pasacalles y certámenes de belleza.